# Gerhard Joop
 (mai 2018).
Si vous disposez d'ouvrages ou d'articles de référence ou si vous connaissez des sites web de qualité traitant du thème abordé ici, merci de compléter l'article en donnant les références utiles à sa vérifiabilité et en les liant à la section « Notes et références ».
Gerhard Joop, né le 17 mars 1914 et mort le 25 février 2007, est un écrivain, éditeur, journaliste et rédacteur allemand. Il est le père du styliste allemand Wolfgang Joop.

## Biographie
Gerhard Joop a déménagé avec sa famille de Konitz à Potsdam à l'âge de six ans. C'est là qu'il a complété sa formation scolaire - avec un intérêt particulier pour les matières musicales. En 1933, il obtient son certificat de fin d'études et commence un apprentissage de libraire. Après son apprentissage, il travailla brièvement dans la branche berlinoise de la maison d'édition Westermann avant d'être incorporé dans la Wehrmacht en 1935. Après qu'il a été licencié prématurément pour cause de maladie, il a écrit principalement comme journaliste culturel pour la presse quotidienne.
Vers la fin de la Seconde Guerre mondiale, il a combattu les Alliés dans la Volkssturm (milice populaire) ; capturé, il est emmené en captivité aux États-Unis. Il rentre à Potsdam en 1946 ; il est arrêté en tant qu'espion américain présumé par les dirigeants soviétiques et emprisonné d'abord dans le camp spécial de Jamlitz, puis dans le camp spécial no 2 de Buchenwald. En 1950, il a été traduit en justice en République démocratique allemande et condamné à quinze ans de prison au cours des procès Waldheim.
En 1952, il a été autorisé à quitter le pénitencier de Waldheim après une grâce à l'occasion du troisième anniversaire de la RDA et a déménagé peu de temps après à Brunswick, en Allemagne de l'Ouest. Là, il a été employé comme rédacteur en chef chez Westermann-Verlag, puis promu rédacteur en chef adjoint et enfin rédacteur en chef du magazine Westermanns Monatshefte. Durant ces années, il a travaillé avec des écrivains tels que Marie Luise Kaschnitz, Heinrich Böll, Peter Huchel, Dino Buzzati et la photographe Rosemarie Clausen. Joop, qui a également publié plusieurs livres d'art, a mis fin à sa carrière professionnelle en 1979 pour des raisons d'âge.

## Vie privée
En 1942, il épouse Charlotte Ebert, de cette union naît leur enfant unique en 1944, Wolfgang, qui est actuellement fondateur de l'entreprise de mode et de cosmétiques JOOP !.
Il est grand-père de deux petites-filles, Henriette alias Jette (née en 1968) et Florentine (née en 1973).
Il est arrière-grand-père de quatre arrière-petits-enfants (nés respectivement en 1997, 2008 et 2010).

## Fin de vie
En 1995, il est retourné à Potsdam. Gerhard Joop est décédé en 2007. Il repose actuellement au cimetière de Bornstedt en Allemagne.